# ساعت طلایی

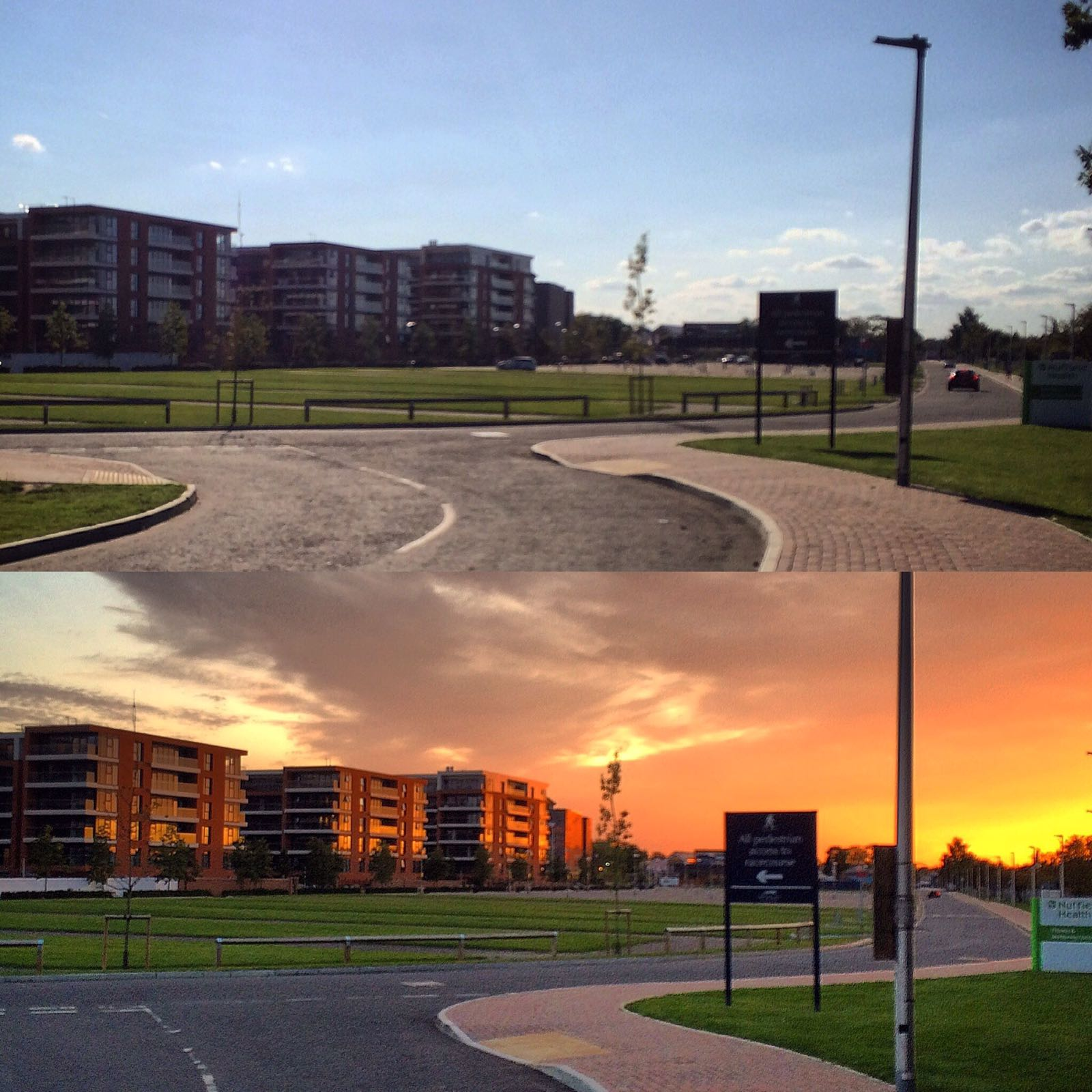
مقایسه نور روز حالت عادی و ساعت طلایی.

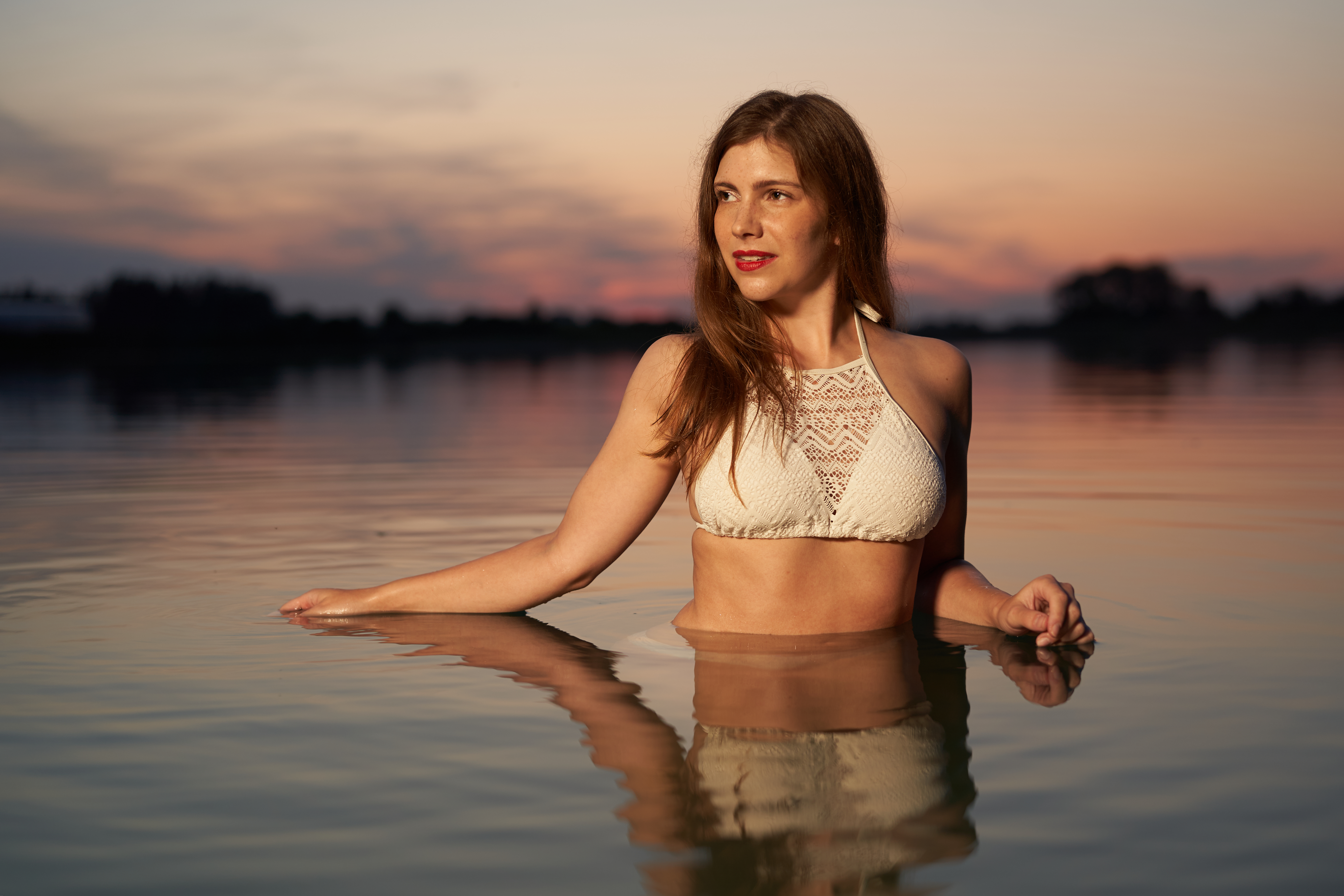
نگاره‌ای از یک مدل عکاسی در ساعت طلایی.

در عکاسی ساعت طلایی (انگلیسی: Golden hour) به زمانی در روز گفته می‌شود که اندکی پس از طلوع آفتاب یا اندکی پیش از غروب آفتاب است و در آن زمان نور روز قرمزتر و ملایم‌تر از زمانی است که خورشید در اوج آسمان قرار دارد. در این مدت، میزان شدت درخشش آسمان با شدت روشنایی چراغ‌های خیابانی، علائم، چراغ‌های اتومبیل و پنجره‌های روشن مشابه و پس زمینهٔ آسمان این نورها را در خود اشباع نمی‌کند. همچنین در این مدت سایهٔ تیز و حادی وجود ندارد. معمولا ساعت جادویی در واقع حدود بیست یا سی دقیقه است.

## ساعت آبی
دوره زمانی اندکی قبل از ساعت طلایی در طلوع آفتاب (یا بعد از غروب آفتاب) ساعت آبی نامیده می‌شود، هنگامی که خورشید در عمق قابل توجهی زیر افق قرار دارد و باقیمانده نور غیرمستقیم خورشید سایه ای غالب از رنگ آبی می‌گیرد.

## توضیحات
هنگامی که خورشید از کمی بالاتر از افق است، پرتوهای خورشید باید برای مسافت بیشتر در جو نفوذ کنند که این امر شدت نور مستقیم را کاهش دهند، به طوری که بیشتر نورپردازی ناشی از نور غیرمستقیم از آسمان باشد، که به کاهش نسبت روشنایی می‌انجامد. این از نظر فنی نوعی بازتاب پخشیده است. نور آبی نوعی پراکنش ریلی است، بنابراین اگر خورشید حضور داشته باشد، نور آن قرمزتر به نظر می‌رسد. علاوه بر این، زاویه پایین خورشید در بالای افق سایه‌های طولانی تری ایجاد می‌کند.
اصطلاح ساعت طلایی به صورت نسبی استفاده می‌شود. اثر دارای مدت دقیق و مشخصی نیست و متناسب با فصل و عرض جغرافیایی متفاوت است.
میزان و شدت نور بسته به ارتفاع خورشید متفاوت است و زمان حرکت خورشید از افق به ارتفاع معین به عرض جغرافیایی آن مکان و زمان سال بستگی دارد. در شهر لس آنجلس در کالیفرنیای آمریکا یک ساعت پس از طلوع آفتاب یا یک ساعت قبل از غروب خورشید، خورشید دارای ارتفاعی در حدود ۱۰–۱۲ درجه است. در مکانی نزدیکتر به خط استوا زمان رسیدن خورشید به همان ارتفاع در آسمان کمتر از یک ساعت و در مکانی که از استوا دورتر است، بیش از یک ساعت است. در مکان‌هایی که به اندازه کافی از خط استوا فاصله داشته باشند، خورشید ممکن است به ارتفاع ۱۰ درجه نرسد و ساعت طلایی در فصول معین در کل روز دوام می‌آورد.
در وسط روز، خورشید تابان بالای سر روشنایی‌های شدید و سایه‌های تاریک ایجاد می‌کند. شدت بیش از حد نوردهی باعث ایجاد سفیدی ناخواسته در تصویر می‌شود و به دامنه دینامیکی دوربین و موارد دیگر نیز بستگی دارد. این مشکلعکاسی پرتره اهمیت ویژه‌ای دارد و در آن برای پر کردن سایه‌های ناخواستهٔ تاریک شدید و نوردهی بیش از حد از فلاش تکمیلی استفاده می‌شود.
در ساعت طلایی، سایه‌ها شدت و تاریکی کمتری دارند و احتمال وقوع نوردهی بیش از حد پایین است و از این رو مناسبترین زمان برای گرفتن عکس‌های طبیعی به‌شمار می‌رود.
در این بازه همچنین میزان شدت نور آسمان (که غالباً پس‌زمینه است) مشابه شدت نور سوژه عکاسی یا فیلمبرداری در زمینه است و جلوه‌ای مناسب از آن را به نمایش می‌گذارد.